# Miltonia flavescens
La  Miltonia flavescens  es una especie   de orquideas epífitas provenientes de Brasil, noreste de Argentina y Paraguay.

## Descripción morfológica
Esta planta tiene dos hojas acintadas de 30 a 35 cm de largo y de ancho unos 2,5 a 3 cm, las que nacen de pseudobulbos elípticos alargados, achatados de unos 5 a 12 cm de largo. 
El asta floral nace de la base del rizoma y contiene de 7 a 10 flores de un color crema con manchitas marrones.

## Hábitat
Crece sobre los grandes árboles de la selva, preferentemente con abundante luz.

## Cultivo
Esta planta es fácil de cultivar en macetas. El sustrato debe favorecer el drenaje porque las raíces necesitan aireación. Es conveniente cultivar en troncos o cáscaras de madera o sobre gajos. No se debe permitir que el sustrato se seque totalmente.

## Etimología
El nombre del género está dedicado al inglés, coleccionista y jardinero de orquídeas, Lord Fitzwilliam, visconde de Milton. El nombre específico (flavescens) aduce a la coloración amarillenta de las flores.

## Sinonimia
- Cyrtochilum flavescens Lindl. 1841;
- Cyrtochilum stellatum]] Lindley 1838;
- Miltonia loddigesii Regel 1890 publ. 1891;
- Miltonia stellata hort. 1841;
- Oncidium flavescens [Lindley] Rchb.f. 1863;
- Oncidium stellatum (Lindl.) Beer 1854[1]